# Chiesa di Nostra Signora delle Grazie (Noli)
La chiesa di Nostra Signora delle Grazie è un luogo di culto cattolico situato nel comune di Noli, in provincia di Savona. Si trova inglobata nel palazzo vescovile ove un tempo aveva sede il vescovo della soppressa diocesi di Noli.

## Storia e descrizione
Le origini dell'edificio potrebbero risalire all'anno mille. In una descrizione del 1585 fatta da monsignor Nicolò Mascardi viene descritta come una cappella a navata unica con soffitto in travi di legno, pavimento in calce e campanile a oriente. L'aspetto odierno è frutto di interventi operati tra il 1769 e il 1775 per volere del vescovo nolese monsignor Antonio Maria Arduini. Internamente si presenta in stile barocco genovese.
Una lapide in controfacciata ricorda come la chiesa attuale sia stata ricavata da un antico edificio. La struttura fa parte del complesso del Vescovado, essendo stata Noli diocesi autonoma dal 1239 al 1820. Il territorio della diocesi comprendeva Spotorno, Vezzi Portio e Bergeggi. Dalla piazzetta antistante la chiesa si può godere di uno spettacolare panorama sulla baia di Noli.